# Barbara Straathof
Barbara Straathof (Beiroet, 25 maart 1975 – Noordwijk, 24 december 2016) was een Nederlandse zangeres. Ze werd bekend door haar deelname aan The voice of Holland in 2012.

## Biografie
Barbara Straathof werd geboren in Libanon en zes weken na haar geboorte geadopteerd door een Nederlands echtpaar uit Zoeterwoude in Zuid-Holland. Ze begon haar carrière als zangeres in 1996 bij de band Happy Hour. In 2000 ging Straathof bij Meta Sounds Studios in Amsterdam aan de slag. Voor de animatiefilm Finding Nemo (2003) sprak ze een rol in. In 2005 besloot Straathof om te stoppen met haar band Happy Hour. Ze was productieleider bij onder meer Big Brother, Popstars, Life & Cooking en Holland's Next Top Model. 
In 2010 sprak Straathof de stem in van Gretched voor de animatiefilm Shrek Forever After.
In 2012 besloot Straathof om aan het derde seizoen van The voice of Holland mee te doen. In haar auditie zong ze het nummer Make You Feel My Love van Adele. Hiermee behaalde ze de iTunes Top 100. Na haar auditie kwam Straathof in het team van Marco Borsato en haalde ze de liveshows. Ze werd uitgeschakeld in de halve finale. Dankzij The Voice of Holland had ze naast Make You Feel My Love nog twee noteringen in de iTunes Top 100, met coverversies van het nummer You Know I'm No Good van Amy Winehouse en van Skyfall van Adele. Met dit laatste nummer bereikte ze de zesde positie in de iTunes Top 100.
Na haar deelname aan The Voice of Holland besloot Straathof om haar baan op te zeggen en fulltime zangeres te worden. Straathof kwam in de jaren die volgden regelmatig over de vloer bij Life4You van Irene Moors en Carlo Boszhard. Op 29 september 2014 bracht Straathof haar debuutalbum Nothing But Love uit waarin ze samenwerkte met Chris Elliott.

## Overlijden
Barbara Straathof overleed eind 2016 in haar woning in Noordwijk op 41-jarige leeftijd aan de gevolgen van baarmoederhalskanker. De ziekte was in april 2016 bij haar geconstateerd.

## Discografie

### Albums
| Album met eventuele hitnotering(en) in de Nederlandse Album Top 100 | Datum van verschijnen | Datum van binnenkomst | Hoogste positie | Aantal weken | Opmerkingen |
| ------------------------------------------------------------------- | --------------------- | --------------------- | --------------- | ------------ | ----------- |
| Nothing But Love                                                    | 2014                  | 29-09-2014            |                 |              |             |

### Singles
| Single met eventuele hitnotering(en) in de Nederlandse Top 40 | Datum van verschijnen | Datum van binnenkomst | Hoogste positie | Aantal weken | Opmerkingen                                      |
| ------------------------------------------------------------- | --------------------- | --------------------- | --------------- | ------------ | ------------------------------------------------ |
| You Know I'm No Good                                          | 2012                  | 16-11-2012            |                 |              | Behaalde iTunes Top 100                          |
| Make You Feel My Love                                         | 2012                  | 31-08-2012            |                 |              | Behaalde iTunes Top 100                          |
| Skyfall                                                       | 2012                  | 23-11-2012            | tip11           |              | Behaalde zesde positie in iTunes Top 100         |
| Cappuccino Memories                                           | 2014                  | 24-07-2014            |                 |              |                                                  |
| On Our Way                                                    | 2014                  | 26-09-2014            |                 |              |                                                  |
| Dream                                                         | 2014                  | 03-01-14              |                 |              | Behaalde eerste positie in de iTunes Jazz Charts |